# Carneiro Arnaud
Antônio Carneiro Arnaud (Pombal, 7 de dezembro de 1933) é um médico, administrador e político brasileiro com atuação na Paraíba, estado onde foi deputado federal e prefeito de João Pessoa.

## Dados biográficos
Filho de Chateaubriand de Souza Arnaud e Dalva Carneiro Arnaud, formou-se em Medicina pela Universidade Federal de Pernambuco em 1958 com especialização em Oncologia pela Associação Médica Brasileira e pela Sociedade Brasileira de Cancerologia. Fundador e presidente da Associação Paraibana de Hospitais e da Sociedade Paraibana de Otorrinolaringologia e Broncoesofagologia, foi professor da Santa Casa de Misericórdia e da Universidade Federal da Paraíba, além de médico do Instituto Nacional de Previdência Social (INPS), diretor do Hospital do Câncer Napoleão Laureano e diretor-fundador da Clínica São Camilo, cargos exercidos entre 1960 e 1979.
Formou-se em Administração de Empresas em 1975 pelo Instituto Paraibano de Educação (IPE), seguindo carreira política sob influência de seus tios, Alcides Carneiro, Janduhy Carneiro e Rui Carneiro. Eleito deputado federal pelo MDB em 1978, migrou para o PP e para o PMDB sendo reeleito em 1982. Durante seu mandato, votou a favor da Emenda Dante de Oliveira em 1984 e votou em Tancredo Neves no Colégio Eleitoral em 1985, Renunciou ao mandato parlamentar após eleger-se prefeito de João Pessoa em 1985.